# Smbat I de Armenia
Smbat I (en armenio: Սմբատ Ա; 850-912 / 14) fue el segundo rey del reino medieval de la Armenia bagrátida e hijo de Ashot I. Fue el padre de Ashot II (conocido como Ashot Yerkat) y Abas I.

## Reinado
El padre de Smbet, Ashot I, había dado hacia 885 el gobierno de Kars y Gugarq a su hermano, y por tanto tío de Smbet. A la muerte de Ashot, Smbat I fue coronado rey en 892 en Shirakavan (Yerazgavors), luego de un breve intento por parte de su tío Abas de interrumpir su sucesión al trono en el que medió el Catholicós Gorge II.
Smbat continuó con la política de su padre de mantener relaciones cordiales con el Imperio bizantino, pero permaneció consciente de los temores de los árabes respecto a la alianza armenio-bizantina. Hablando con el ostikan (gobernador) árabe Muhammad Ibn Abi'l-Saj (Afshin), Smbat lo convenció de que la alianza no sería solo para el beneficio doble de Bizancio y Armenia, sino que también funcionaría para el favor económico de los árabes. Smbat logró una gran victoria cuando el 21 de abril de 892 recuperó la antigua capital armenia de Dvin a los árabes. En algunas de estas empresas, Smbat recibió un fuerte apoyo de su vecino del norte, Adarnase IV de Iberia.
Los éxitos de Smbat pronto se detuvieron cuando Afshin decidió que no podía tolerar a una poderosa Armenia tan cerca de sus dominios. Retomó a Dvin y logró tomar como rehén a la esposa de Smbat hasta que la liberaron a cambio del hijo y sobrino de Smbat. Las guerras contra Armenia continuaron incluso después de la muerte de Afshin en 901, cuando su hermano Yúsuf ibn Abi 'l-Saŷ se convirtió en ostikan de Armenia. Mientras que el reinado de Yusuf no fue inmediatamente hostil, Smbat cometió una serie de errores que llevaron a varios de sus aliados a darle la espalda: había tratado de aplacar a su aliado oriental, Smbat de Syunik ', cediéndole la ciudad de Nakhichevan, Smbat inadvertidamente condujo a Gagik Artsruni de Vaspurakan en los brazos de Yusuf ya que la ciudad era parte de los dominios de Gagik. Yusuf se aprovechó de esta pelea otorgando a Gagik una corona en el 908, convirtiéndolo así en el rey Gagik I de Vaspurakan y creando un estado armenio opuesto al liderado por Smbat.
Cuando Yusuf comenzó una nueva campaña contra Smbat junto con Gagik en 909, ni los bizantinos ni el califa abasí, el soberano nominal de Yusuf, enviaron ayuda a Smbat; varios príncipes armenios también optaron por retener su apoyo. Aquellos que hicieron alianzas con Smbat fueron brutalmente tratados por Yusuf: el hijo de Smbat, Mushegh, su sobrino Smbat Bagratuni y Grigor II de Western Syunik fueron todos envenenados.

## Muerte
El ejército de Yusuf devastó el resto de Armenia mientras avanzaba hacia Berd Kapoyt (Fortaleza Azul), donde Smbat se había refugiado y lo sitió durante un tiempo. Smbat finalmente decidió rendirse a Yusuf en 914 con la esperanza de terminar con el ataque árabe; Yusuf, sin embargo, no mostró compasión hacia su prisionero cuando lo trajo a Yernjak, torturó al rey armenio hasta la muerte, lo decapitó y puso el cuerpo decapitado en una cruz en Dvin. El contemporáneo de Smbat, Hovhannes Draskhanakerttsi, escribe que el terreno donde se levantó el crucifijo se convirtió en un lugar de peregrinación tanto para cristianos como para no cristianos. La información proporcionada por autores armenios posteriores sugirió que el cuerpo de Smbat fue bajado y llevado al monasterio en Artsvanist.